# Bát Công Sơn
Bát Công Sơn (chữ Hán giản thể: 八公山区, Hán Việt: Bát Công Sơn khu) là một quận thuộc địa cấp thị Hoài Nam, tỉnh An Huy, Cộng hòa Nhân dân Trung Hoa. Quận này có diện tích 93 km2, dân số 170.000 người, mã số bưu chính 232072. Quận này được chia thành các đơn vị hành chính gồm 3 nhai đạo, 2 trấn, 5 hương và 1 hương dân tộc. Các đơn vị này lại được chia ra thành 87 uỷ ban cư dân và 21 uỷ ban thôn cư.
- Nhai đạo biện sự xứ: Thổ Bá Tư, Tân Trang Tư, Tất Gia Cương.
- Trấn: Bát Công Sơn, Sơn Vương.